# Germaine Dieterlen
Germaine Dieterlen, all'anagrafe Germaine Louise Henriette Marguerite Teissier Du Cros (Parigi, 15 maggio 1903 – Parigi, 13 novembre 1999), è stata un'etnologa francese, studentessa di Marcel Mauss; ha scritto molti libri di etnografia ed è stata pioniera di molte nuove tecniche etnografiche, in particolare l'"etnografia descrittiva"), approfondendo gli studi sui miti e i riti di iniziazione.
È famosa per il suo lavoro fra i Dogon e i Bambara del Mali, tra i quali ha vissuto per più di venti anni, spesso in collaborazione con un altro etnologo francese, Marcel Griaule.
In alcuni dei suoi lavori più importanti, ha focalizzato i suoi studi sul ruolo sacro del capo tribù, sulla posizione del primo figlio nato all'interno di una famiglia appartenente ad un clan, sulle relazioni tra zii materni e nipoti, sulla divisione del lavoro, sulla istituzione del matrimonio, sulla funzione e sul ruolo dello sciamano propiziatore di piogge e modifiche meteorologiche, nell'ambito della società dei Dogon.
Dieterlen ha incominciato le sue ricerche etnografiche in Mali, nel 1941. È stata lungamente criticata per le sue pubblicazioni riguardanti le conoscenze astronomiche dei Dogon, che, secondo l'autrice, avrebbero già anticamente rilevato la presenza di una stella, Sirio B, invisibile ad occhio nudo. Secondo le opinioni di altri autori, tra i quali Robbins e Temple entità extraterrestri potrebbero aver avuto contatti con i Dogon, influenzando l'antica conoscenza indigena, chiamata Nommo, basata sugli spiriti ancestrali, che si manifestano con fattezze di umanoidi.
Altri antropologi, come per esempio A.van Beek, affermano che alcuni spunti i Dogon potrebbero averli tratti dagli insegnamenti dei missionari gesuiti, che hanno vissuto a lungo nella regione.
Tra gli incarichi ricoperti dalla studiosa, ricordiamo la sua collaborazione al Director di Studi all'"École pratique des hautes études", presso l'università Sorbona di Parigi, il suo ruolo di membro nel "Centre Nationale de la Recherche Scientifique" (CNRS), e la presidenza al "Committee on Ethnographic Film".

## Filmografia
Film sui rituali dei Dogon del Mali (Cerimonia del Sigui) (co-realizzazione di Jean Rouch)
- L'enclume du Yougo (38 mn). Riti di iniziazione, svolti in piazze pubbliche, dai Dogon vestiti in costumi rituali. La danza che effettuano in onore degli antichi padri è definita "la danse du serpent".
- Les danseurs de Tyogou (27 mn). È una lunga processione fatta con oggetti ornamentali e simbolici, verso i luoghi degli antichi villaggi.
- La caverne de Bongo (40 mn). Rito di propiziazione.
- Les clameurs d'Amani (35 mn). Processione nella quale gli uomini, preceduti dagli anziani, seguono un percorso simbolico per raggiungere la meta del rituale.
- L'auvent de la circoncision (18 mn). Cerimonia molto antica. La circoncisione viene svolta, simbolicamente, come segno di consacrazione del bimbo, di ringraziamento e di propiziazione.
- 1983 Sur les traces du Renard Pâle. con Jean Rouch e Luc de Heusch.